# Шабры (Тюменская область)
Шабры — деревня в Вагайском районе Тюменской области, входит в состав Фатеевского сельского поселения.

## География
Деревня находится не далеко от реки Иртыш. Автомобильное сообщение. Остановка автобуса Шабры в 300-х метрах от деревни.

## Население
| 2010 |
| ---- |
| 14   |